# Guilherme I, Conde de Bolonha
Guilherme I (c. 1134 – Toulouse, 11 de outubro de 1159) foi conde de Bolonha e também conde de Surrey, o último título em direito de sua esposa. Ele era o quinto e último filho do rei Estêvão de Inglaterra com Matilde I, Condessa de Bolonha, o terceiro filho homem.
Quando Eustácio IV, seu irmão mais velho, morreu em 1153, Guilherme recebeu o título de conde de Bolonha, mas foi colocado de lado na questão da sucessão do trono inglês. Seu pai nomeou o jovem Henrique Plantageneta como seu sucessor. Após a morte de Estêvão, o rei Henrique II foi generoso com Guilherme, confirmando seu título de conde de Surrey em direito de sua esposa.
Entretanto, foi descoberto em 1154 um plano de Gervásio da Cantuária para assassinar o rei Henrique II através de mercenários flamencos. O plano era matar o rei na Cantuária, e alguns relatos dizem que Guilherme sabia da trama ou estava ajudando os mercenários. Independentemente da verdade, Henrique fugiu da Cantuária e foi para a Normandia.
Guilherme casou-se com Isabel de Warenne, 4.ª Condessa de Surrey, em 1148. Eles não tiveram filhos. Guilherme morreu em 1159 em Toulouse, França, sendo sucedido como conde de Bolonha por sua irmã Maria.